# Brice Pauset
Brice Pauset (* 1965 in Besançon) ist ein französischer Komponist.

## Leben
Brice Pauset erhielt bereits seit der Kindheit  Musikunterricht, er lernte Klavier ab dem fünften und Geige ab dem achten Lebensjahr. Zunächst studierte er 1975–1984 Klavier, Violine, Cembalo, Kammermusik, Pädagogik, Harmonie, Kontrapunkt am Conservatoire National de Région de Besançon. Erst im Anschluss folgten Kompositionsstudien, 1984–1985 zunächst am Conservatoire national de région de Boulogne-Billancourt. Gleichzeitig absolvierte er ein Philosophiestudium in Paris (Sorbonne) und Leuwen (Katholieke Universiteit Leuven), das er 1986 mit einer Promotion in Philosophie mit cum laude abschloss. Bei weiteren Kompositionskursen und -Studien traf er auf Lehrer wie Michél Philippot und Gérard Grisey, Franco Donatoni, Alain Bancquart, Henri Dutilleux, Brian Ferneyhough und Michael Jarrell.
Seit 2008 lehrt Brice Pauset als Professor für Komposition an der Hochschule für Musik Freiburg.
Pauset komponiert Kammermusik, Orchesterwerke und Musiktheater. Seine Werke werden bei der französischen Edition Henry Lemoine verlegt, seit 2014 beim Berliner Verlag Edition Gravis.